# Cristian Garín
Cristian Ignacio Garín Medone (* 30. května 1996 Santiago) je chilský profesionální tenista. Ve své dosavadní kariéře na okruhu ATP Tour vyhrál pět singlových turnajů. Na challengerech ATP a okruhu ITF získal dvanáct titulů ve dvouhře a dva ve čtyřhře.
Na žebříčku ATP byl ve dvouhře nejvýše klasifikován v září 2021 na 17. místě a ve čtyřhře v květnu téhož roku na 206. místě. Na juniorském kombinovaném žebříčku ITF nejvýše figuroval v září 2013 na 4. místě po semifinále na juniorce US Open 2013. V roce 2022 se jeho trenérem stal Pepe Vendrell. Dříve tuto roli plnili bývalí tenisté Argentinec Andrés Schneiter a Chilan Paul Capdeville. Připravuje se v Buenos Aires.
V juniorském tenise vybojoval trofej na French Open 2013 po finálové výhře nad Němcem Alexandrem Zverevem. V juniorské čtyřhře téhož pařížského majoru skončili s krajanem Nicolásem Jarrym jako poražení finalisté. Výhrou nad Dušanem Lajovićem v úvodním kole VTR Open 2013 se stal v 16 letech a 8 měsících nejmladším chilským vítězem zápasu na okruhu ATP Tour.
V chilském daviscupovém týmu debutoval v roce 2012 baráží Světové skupiny proti Itálii, v níž za rozhodnutého stavu prohrál dvouhru se Simonem Bolellim. Italové zvítězili 4:1 na zápasy. Do září 2022 v soutěži nastoupil k sedmnácti mezistátním utkáním s bilancí 12–13 ve dvouhře a 1–1 ve čtyřhře.

## Tenisová kariéra
V rámci hlavních soutěží událostí okruhu ITF debutoval v říjnu 2010, když na turnaj v rodném Santiagu obdržel divokou kartu do čtyřhry s Bastianem Mallou. V úvodním kole podlehli uruguaysko-argentinské dvojici Ariel Behar a Facundo Mena. Premiérový titul na challengerech si odvezl s Nicolásem Jarrym z deblové soutěže v Santiagu, kde v dubnu 2014 přehráli ve finále krajany Jorge Aguilara s Hansem Podlipnikem. Premiérovou singlovou trofej v této úrovni tenisu vybojoval během října 2016 v Limě. V boji o titul zdolal Argentince Guida Andreozziho. Průnik mezi sto nejlepších tenistů zaznamenal 29. října 2018 po triumfu na druhém limském challengeru, když mu na žebříčku ATP patřila 89. příčka, na níž se posunul ze 102. pozice.
Na okruhu ATP World Tour debutoval na únorovém VTR Open 2013 ve Viña del Mar. Na divokou kartu v úvodním kole porazil Srba Dušana Lajoviće a v 16 letech a 8 měsících se stal nejmladším chilským vítězem zápasu v rámci túry ATP. Poté však podlehl Francouzi Jérémymu Chardymu. V sérii ATP Masters odehrál první kvalifikaci na Miami Open 2019, kde jej na úvod vyřadil Američan Bjorn Fratangelo.
Do premiérového finále okruhu ATP Tour postoupil na halové antuce Brasil Open 2019 v São Paulu. Ve finálovém duelu jej přehrál 28letý Argentinec Guido Pella po dvousetovém průběhu. Před turnajem přitom ani jednou nepostoupil do čtvrtfinále turnaje ATP. Premiérový triumf získal o měsíc později na antukovém U.S. Men's Clay Court Championships 2019 v Houstonu. Ve druhém kole vyřadil nasazenou dvojku Jérémyho Chardyho a v semifinále turnajovou osmičku Američana Sama Querreyho. V boji o titul si poradil s 20letým Norem Casperem Ruudem ve třech sadách. Stal se tak prvním chilským šampionem singlové události ATP Tour od triumfu Fernanda Gonzáleze na Chile Open 2009. Tři týdny poté si odvezl druhý titul z mnichovského BMW Open 2019. Po vítězství nad Italem Marcem Cecchinatem ve finále zdolal dalšího zástupce italského tenisu, 37. hráče světa Mattea Berrettiniho až v tiebreaku rozhodující sady. Bodový zisk jej posunul na nové kariérní maximum, 33. příčku žebříčku ATP.
Debut v hlavní soutěži nejvyšší grandslamové kategorie zaznamenal v mužském singlu Wimbledonu 2017 po zvládnuté tříkolové kvalifikaci, kde v závěrečné bitvě udolal Australana Johna-Patricka Smithe až v pátém setu 12–10 na gamy. V úvodním kole dvouhry však nenašel recept na favorizovaného Američana Jacka Socka.

## Finále na okruhu ATP Tour
| Legenda                   |
| D – dvouhra; Č – čtyřhra  |
| Grand Slam (0)            |
| Turnaj mistrů (0)         |
| ATP Tour Masters 1000 (0) |
| ATP Tour 500 (1–0 D)      |
| ATP Tour 250 (4–1 D)      |

### Dvouhra: 6 (5–1)
| Stav      | č. | datum           | turnaj                   | povrch     | soupeř ve finále  | výsledek           |
| --------- | -- | --------------- | ------------------------ | ---------- | ----------------- | ------------------ |
| Finalista | 1. | 3. března 2019  | Sao Paulo, Brazílie      | antuka (h) | Guido Pella       | 5–7, 3–6           |
| Vítěz     | 1. | 14. dubna 2019  | Houston, Spojené státy   | antuka     | Casper Ruud       | 7–6(7–4), 4–6, 6–3 |
| Vítěz     | 2. | 5. května 2019  | Mnichov, Německo         | antuka     | Matteo Berrettini | 6–1, 3–6, 7–6(7–1) |
| Vítěz     | 3. | 10. února 2020  | Córdoba, Argentina       | antuka     | Diego Schwartzman | 2–6, 6–4, 6–0      |
| Vítěz     | 4. | 23. února 2020  | Rio de Janeiro, Brazílie | antuka     | Gianluca Mager    | 7–6(7–3), 7–5      |
| Vítěz     | 5. | 14. března 2021 | Santiago, Chile          | antuka     | Facundo Bagnis    | 6–4, 6–7(3–7), 7–5 |

## Finále na challengerech ATP a okruhu Futures
| Legenda                    |
| -------------------------- |
| Challengery (4–3 D; 1–4 Č) |
| Futures (8–2 D; 1–1 Č)     |

### Dvouhra: 17 (12–5)
| Stav      | č. | datum         | turnaj                                | povrch | soupeř ve finále   | výsledek           |
| --------- | -- | ------------- | ------------------------------------- | ------ | ------------------ | ------------------ |
| Finalista | 1. | květen 2013   | Santiago, Chile                       | antuka | James Duckworth    | 1–6, 3–6           |
| Vítěz     | 1. | květen 2014   | Natal, Brazílie                       | antuka | Thales Turini      | 6–4, 4–6, 6–3      |
| Finalista | 2. | květen 2014   | Tampa, Spojené státy                  | antuka | Bjorn Fratangelo   | 2–6, 3–6           |
| Vítěz     | 2. | červen 2014   | Madrid, Španělsko                     | antuka | Nicolás Jarry      | 3–6, 6–3, 6–1      |
| Vítěz     | 3. | listopad 2014 | Porto Alegre, Brazílie                | antuka | Caio Zampieri      | 6–2, 4–6, 6–4      |
| Vítěz     | 4. | prosinec 2014 | Mendoza, Argentina                    | antuka | Grzegorz Panfil    | 6–4, 5–7, 6–2      |
| Vítěz     | 5. | únor 2016     | Cartagena, Španělsko                  | antuka | Oriol Roca Batalla | 6–4, 6–2           |
| Vítěz     | 6. | květen 2016   | Hammámet, Tunisko                     | antuka | Carlos Taberner    | 6–3, 7–6 (7–1)     |
| Vítěz     | 7. | červen 2016   | Hammámet, Tunisko                     | antuka | Nikola Milojević   | 6–4, 2–6, 6–0      |
| Vítěz     | 8. | červenec 2017 | Neapol, Itálie                        | antuka | Juan Pablo Paz     | 6–2, 6–0           |
| Vítěz     | 1. | říjen 2016    | Lima, Peru                            | antuka | Guido Andreozzi    | 3–6, 7–5, 7–6(7–3) |
| Finalista | 1. | únor 2018     | Cuernavaca, Mexiko                    | tvrdý  | Dennis Novikov     | 4–6, 3–6           |
| Finalista | 2. | květen 2018   | Lisabon, Portugalsko                  | antuka | Tommy Robredo      | 6–3, 3–6, 2–6      |
| Finalista | 1. | září 2018     | Como, Itálie                          | antuka | Salvatore Caruso   | 5–7, 4–6           |
| Vítěz     | 2. | říjen 2018    | Campinas, Brazílie                    | antuka | Federico Delbonis  | 6–3, 6–4           |
| Vítěz     | 3. | říjen 2018    | Santo Domingo, Dominikánská republika | antuka | Federico Delbonis  | 6–4, 5–7, 6–4      |
| Vítěz     | 4. | říjen 2018    | Lima, Peru (2)                        | antuka | Pedro Sousa        | 6–4, 6–4           |

### Čtyřhra: 7 (2–5)
| Stav      | č. | datum              | turnaj                 | povrch | spoluhráč               | soupeři ve finále                     | výsledek      |
| --------- | -- | ------------------ | ---------------------- | ------ | ----------------------- | ------------------------------------- | ------------- |
| Vítěz     | 1. | 5. května 2013     | Santiago, Chile        | antuka | Nicolás Jarry           | Guillermo Rivera Cristóbal Saavedra   | 6–2, 6–2      |
| Vítěz     | 1. | 19. dubna 2014     | Santiago, Chile        | antuka | Nicolás Jarry           | Jorge Aguilar Hans Podlipnik          | bez boje      |
| Finalista | 1. | 14. prosince 2014  | Mendoza, Argentina     | antuka | Jorge Aguilar           | Facundo Mena Mateo Nicolas Martinez   | 6–7(4–7), 4–6 |
| Finalista | 1. | 28. června 2015    | Milán, Itálie          | antuka | Juan Carlos Saez        | Nikola Mektić Antonio Šančić          | 3–6, 4–6      |
| Finalista | 2. | 4. října 2015      | Porto Alegre, Brazílie | antuka | Juan Carlos Saez        | Gastão Elias Frederico Ferreira Silva | 2–6, 4–6      |
| Finalista | 3. | 7. srpna 2016      | Cortina, Itálie        | antuka | Roberto Carballes Baena | James Cerretani Philipp Oswald        | 3–6, 2–6      |
| Finalista | 4. | 20. listopadu 2016 | Montevideo, Uruguay    | antuka | Fabiano De Paula        | Andrés Molteni Diego Schwartzman      | bez boje      |

## Finále juniorky Grand Slamu

### Dvouhra juniorů: 1 (1–0)
| Stav  | rok  | turnaj      | povrch | soupeř ve finále | výsledek |
| ----- | ---- | ----------- | ------ | ---------------- | -------- |
| Vítěz | 2013 | French Open | antuka | Alexander Zverev | 6–4, 6–1 |

### Čtyřhra juniorů: 1 (0–1)
| Stav      | rok  | turnaj      | povrch | spoluhráč     | soupeři ve finále                    | výsledek |
| --------- | ---- | ----------- | ------ | ------------- | ------------------------------------ | -------- |
| Finalista | 2013 | French Open | antuka | Nicolás Jarry | Kyle Edmund Frederico Ferreira Silva | 3–6, 3–6 |